# İzel Çeliköz
İzel Çeliköz (ur. 29 kwietnia 1969 w Yalovej) – turecka piosenkarka.
Reprezentantka Turcji w 36. Konkursie Piosenki Eurowizji (1991).

## Kariera muzyczna
W 1988 wystąpiła jako chórzystka zespołu Cantekin podczas występu w finale krajowych eliminacji eurowizyjnych. Rok później wspierała wokalnie Tahira „Neco” Özyılmazela podczas jego występu w finale krajowych selekcji. W 1990 zgłosiła się do eliminacji z utworem „Selam yabanci”; zajęła ostatnie, 15. miejsce.
W 1991 ponownie zgłosiła się do startu w krajowych selekcjach, tym razem z piosenką „İki dakika”, nagraną razem z Reyhan Karacą i Canem Uğurluerem. 9 marca trio wystąpiło w koncercie finałowym eliminacji i zajęło pierwsze miejsce po zdobyciu największego poparcia jurorów, dzięki czemu zostało reprezentantem Turcji w 36. Konkursie Piosenki Eurowizji organizowanym w Rzymie. 4 maja wokaliści wystąpili w finale konkursu i zajęli 12. miejsce z 44 punktami na koncie. W tym samym roku została wokalistką trio muzycznego İzel-Çelik-Ercan, w skład którego weszli jeszcze Ercan Saatçi i Çelik Erişçi. Zespół występował na koncertach z piosenkarką Ajdą Pekkan, a w 1991 wydał swój debiutancki album pt. Özledim.
W 1993 nagrała w duecie z Ercanem Saatçim płytę pt. İşte yeniden, a niedługo później zdecydowała się na rozpoczęcie kariery solowej. W lutym 1995 wydała pierwszy solowy album studyjny pt. Adak, którego producentem i współtwórcą został Saatçi. Dwa lata później ukazała się jej druga płyta studyjna pt. Emanet, na którą utwory napisali m.in. Mustafa Sandal, Kenan Doğulu, Çelik Erişçi i Ufuk Yıldırım.
W 1999 wydała album pt. Bir küçük aşk. W ciągu kolejnej dekady ukazały się jej kolejne albumy: Bebek (2001), Şak (2003), Bir dilek tut benim íçin (2005) i Işıklı yol (2007).
W 2010 wydała album pt. Jazznağme. 9 kwietnia 2012 wydała płytę pt. Aşk en büyüktür her zaman.

## Dyskografia

### Albumy studyjne
- Özledim (1991; z Ercanem Saatçim i Çelikiem Erişçim)
- İşte yeniden (1993; z Ercanem Saatçim)
- Adak (1995)
- Emanet (1997)
- Bebek (2001)
- Şak (2003)
- Bir dilek tut benim íçin (2005)
- Işıklı yol (2007)
- Jazznağme (2010)
- Aşk en büyüktür her zaman (2012)